# لويس داريو كالفو
لويس داريو كالفو (بالإسبانية: Luis Darío Calvo)‏ (10 أكتوبر 1977 في الأرجنتين - ) هو لاعب كرة قدم أرجنتيني في مركز الوسط. لعب مع أيك أثينا وبانفيلد وبوكا جونيورز وروزاريو سنترال ونادي خورخي ويلسترمان ونادي باناتشايكي ‏ وIndependiente Rivadavia ‏ وسان سلفادور ‏ وKalamata F.C. ‏ ولانشانو كالتشيو 1920 ‏.